# Francisco Lomuto
Francisco Juan Lomuto (* 24. November 1898 in Buenos Aires; † 23. Dezember 1950), genannt Pancho Laguna, war ein argentinischer Bandleader, Tangopianist und -komponist.

## Leben und Wirken
Lomuto entstammte einer neapolitanischen Musikerfamilie. Sein Vater Víctor Lomuto war Geiger, seine Mutter Rosalia Narducci Pianistin. Er war der älteste von zehn Geschwistern, von denen neben ihm auch einige weitere eine musikalische Laufbahn einschlugen: Víctor Lomuto als Bandoneonist und Gitarrist, Enrique Lomuto als Pianist und Héctor Lomuto als Jazzmusiker. Sein Bruder Oscar Lomuto wurde Journalist und verfasste Texte zu einigen Tangos.
Francisco hatte Klavierunterricht bei seiner Mutter und besuchte kurze Zeit ein Konservatorium, ansonsten war er musikalischer Autodidakt. Seine erste Komposition El 606 schrieb er im Alter von 13 Jahren, sie wurde später von der Banda Communale der Stadt Buenos Aires eingespielt. Nachdem seine ersten Tangokompositionen freundlich aufgenommen worden waren, hatte er seinen ersten großen Erfolg mit Muñequita. Der Titel wurde 1918 von der Schauspielerin María Luisa Notar am Theater uraufgeführt und war die erste seiner Kompositionen, die von Carlos Gardel aufgenommen wurde.
Einige Zeit schloss er sich dem Orchester seines Freundes Francisco Canaro an, bevor er im Duo mit seinem Bruder Enrique, der Harmonium spielte, bei Radio Sudamericana auftrat. 1922 bildete er für seine ersten Aufnahmen ein Klavierduo mit Héctor Quesada. Im gleichen Jahr gründete er eine Gruppe mit den Bandoneonisten Manuel Pizarro und Pedro Polito und den Geigern Agesilao Ferrazzano und Miguel Tanga, die vor Touristen auf dem Kreuzfahrtschiff Cap Polonio auftrat.
1923 gründete Lomuto sein erstes Orchester. Besetzt war es mit den Bandoneonisten Vicente Romeo und Ángel Ramos, den Geigern Lorenzo Olivari und Esteban Rovati, dem Kontrabassisten Ángel Corleto und seinem Bruder Enrique am Klavier. Später kam Ricardo Luis Brignolo als Erster Bandoneonist hinzu. An Aufnahmen wirkten außerdem Eduardo Armani (Geige), Minotto Di Cicco (Bandoneon) und Alberto Castellanos (Klavier) mit. Nach dem Vorbild Canaros unterlegte er die Tangomusik seines Orchesters mit Jazzrhythmen und nannte es folgleich Orquesta típica y jazz band. Zudem fügte er dem typischen Tangoorchester im Laufe der Zeit neue Instrumente hinzu: Posaune, Saxophon, Trompete und Klarinette.
1926 nahm er den sechzehnjährigen Bandoneonisten Daniel Álvarez auf, der prägend für sein Orchester wurde. Dieses bestand 1929 u. a. aus den Bandoneonisten Luis Zinkes, Haroldo Ferrero und Álvarez, den Geigern Armando Gutiérrez, Carlos Taverna und Leopoldo Schifrin (dem Vater des Komponisten Lalo Schifrin), dem Pianisten Oscar Napolitano, dem Bassisten Alfredo Sciarretta, dem Klarinettisten Carmelo Águila, dem Posauniste Natalio Nappe und dem Perkussionisten Desio Salvador Cilota. Es war eines der angesehensten Orchester in Buenos Aires und trat u. a. im Club Progreso, im Club Mar del Plata, im Trocadero und in der Escuela Naval auf.
Ab 1932 wirkte er mit seinem Orchester auch an der Aufführung musikalischer Komödien mit. In La Vuelta de Miss París mit der Theaterkompagnie von Pierina Dealessi sang die Schauspielerin Iris Marga die Uraufführung seines Tango Papanata und Fernando Diaz die Uraufführung von Aunque parezca mentira. Es folgten am Tetro Smart die Uraufführung von La gran milanesa nacional und kurz darauf von La fiesta del tango (zusätzlich mit den Orchestern Pedro Maffias und Edgardo Donatos). 1933 folgte Descanso dominical.
Im gleichen Jahr wurde Martín Darré Nachfolger Daniel Álvarez' als Bandoneonist und Arrangeur von Lomutos Orchester. Bei der Gründung der Sociedad Argentina de Autores y Compositores (SADAIC) 1936 wurde Lomuto zum Präsidenten von deren Organisationskomitee berufen. 1937 wurde der Film Melgarejo (mit Florencio Parravicini und Mecha Ortiz) uraufgeführt, in dem auch Lomutos Orchester mit dem Sänger Jorge Omar auftrat. Einen weiteren Auftritt hatte es 1938 in Manuel Romeros Film La rubia del camino mit Paulina Singerman und Enrique Serrano gegeben. 1947 unternahm Lomuto eine Tournee durch Spanien mit der Sängerin Chola Luna.
Sein letztes Orchester gilt als das beste, das Lomuto geleitet hat. Federico Scorticati, Alfredo Cordisco, Manuel Álvarez und Domingo Greco spielten Bandoneon, Carlos Taverna, Ernesto Gianni, José Carli und Otelo Gasparini Geige, Juan Carlos Howard Klavier, Alberto Celenza Kontrabass, die Sänger waren Alberto Rivera und Miguel Montero. Insgesamt nahm Lomzto mit seinen Orchestern zwischen 1922 und 1950 mehr als 950 Titel auf.

## Kompositionen
- El inquieto (aufgenommen mit dem Cuarteto Ferrer-Filipotto)
- La rezongona (aufgenommen vom Cuarteto Ferrer-Filipotto)
- Río Bamba
- El chacotón
- La rezongona (aufgenommen von Francisco Canaro)
- Dardánelos (aufgenommen von Francisco Canaro)
- La revoltosa (aufgenommen von Roberto Firpo)
- Muñequita (Text von Adolfo Herschel aufgenommen von Carlos Gardel)
- Cap Polonio
- Cachadora
- Papanata (Text von Antonio Botta)
- Aunque parezca mentira (eigener Text)
- La canción del deporte (Text von Antonio Botta)
- Si soy así (Text von Antonio Botta)
- No cantes ese tango (Text von Rodolfo Blas Arrigorriaga)